# Natal'ja Podol'skaja (cantante)
Natal'ja Jur'evna Podol'skaja (in russo Наталья Юрьевна Подольская?; in bielorusso Наталля Юр’еўна Падольская?, Natallja Jur"eŭna Padol'skaja; Mahilëŭ, 20 maggio 1982) è una cantante bielorussa naturalizzata russa.
Ha partecipato all'Eurovision Song Contest 2005 come rappresentante della Russia presentando il brano Nobody Hurt No One.